# Classe Ukraine
Pour les articles homonymes, voir Ukraine (homonymie).
Les bateaux de la Classe Ukraine sont des transporteurs de passagers à trois ponts construits aux Chantiers navals autrichiens AG de Linz.

## Projet Q-003
| classe Ukraine | classe Ukraine      | classe Ukraine                |        |
| No.            | Nom                 | en français \| port d'attache |        |
| -------------- | ------------------- | ----------------------------- | ------ |
| 1              | Украина (Україна)   | Ukraine                       | Izmaïl |
| 2              | Молдавия (Молдавiя) | Moldavie)                     | Izmaïl |